# Sucking in the Seventies
Sucking in the Seventies es el cuarto álbum recopilatorio oficial de The Rolling Stones, lanzado en 1981. Puesto como el sucesor de Made in the Shade de 1975, abarca el material a partir de It's Only Rock 'n' Roll (1974) hasta Emotional Rescue (1980). Todas las pistas del álbum, excepto "Shattered", fueron remezcladas y reeditadas para esta versión; también se incluyó uno que otro material raro. "Everything Is Turning to Gold" fue lanzado como B-Side de "Shattered" a finales de 1978 en los EE. UU. "If I Was A Dancer (Dance Pt. 2)" tiene una mezcla y letra diferente con respecto a "Dance (Pt. 1)" el tema que abre Emotional Rescue que a pesar de haber sido publicado en 1980 fue incluido en el álbum. Finalmente presenta una versión en vivo de "When the Whip Comes Down" inédita hasta el momento, registrada en Detroit en la gira de 1978. Fue lanzado en la primavera de 1981, cuando se aproximaba la publicación de Tattoo You, Sucking in the Seventies alcanzó el puesto # 15 en los EE.UU y posteriormente se transformó en disco de oro; sin embargo, en las listas británicas no figuró. En el año 2005, Sucking in the Seventies fue remasterizado y reeditado por Virgin Records.

## Lista de canciones
Todos los temas escritos por Mick Jagger y Keith Richards, excepto donde se indique.
1. "Shattered" – 3:46
  - de Some Girls
2. "Everything Is Turning to Gold" (Jagger, Richards, Ronnie Wood) – 4:06
  - B-side de "Shattered"
3. "Hot Stuff" – 3:30
  - de Black and Blue
4. "Time Waits for No One" – 4:25
  - de It's Only Rock 'n' Roll
5. "Fool to Cry" – 4:07
  - single version
6. "Mannish Boy" (Ellas McDaniel, Mel London, McKinley Morganfield) – 4:38
  - de Love You Live
7. "When the Whip Comes Down" (Live version) – 4:35
  - Grabada en vivo (Detroit el 6 de julio de 1978)
8. "If I Was a Dancer (Dance Pt. 2)" (Jagger, Richards, Wood) – 5:50
  - Inedito, de las sesiones de Emotional Rescue
9. "Crazy Mama" – 4:06
  - de Black and Blue
10. "Beast of Burden " – 3:27
  - de Some Girls